# Nikolskij (rejon kurczatowski)
Nikolskij (ros. Никольский) – osiedle typu wiejskiego w zachodniej Rosji, w sielsowiecie kołpakowskim rejonu kurczatowskiego w obwodzie kurskim.

## Geografia
Miejscowość położona jest 6 km od centrum administracyjnego sielsowietu kołpakowskiego (Nowosiergiejewka), 17,5 km od centrum administracyjnego rejonu (Kurczatow), 47 km od Kurska.

## Demografia
W 2010 r. miejscowość zamieszkiwało 287 osób.